# Lupinus semperflorens
Lupinus semperflorens är en ärtväxtart som beskrevs av George Bentham. Lupinus semperflorens ingår i släktet lupiner, och familjen ärtväxter.

## Underarter
Arten delas in i följande underarter:
- L. s. peruensis
- L. s. semperflorens